# Edificio Santander (Cúcuta)
El Edificio Santander, también conocido como Palacio Nacional, es un edificio público ubicado en la ciudad colombiana de Cúcuta, Norte de Santander. Su construcción empezó en 1939 y culminó con su inauguración en 1940 en el también nuevo «Parque Nacional», en el marco del centenario del fallecimiento de Francisco de Paula Santander. En la actualidad, sirve como sede de la Academia de Historia de Norte de Santander y de las seccionales regionales de la Dirección de Impuestos y Aduanas Nacionales (DIAN) y la Registraduría Nacional del Estado Civil.

## Historia
En el año de 1939, el municipio de Cúcuta le donó a la nación el terreno del parque conocido como Plazuela del Libertador, con el objetivo de conmemorar el centenario de la muerte del prócer Francisco de Paula Santander. Junto al Palacio, también se planeaba la reconstrucción del parque aledaño, el cual sería renombrado como  «Parque Nacional».

#### Construcción
El diseño del edificio estuvo a cargo del arquitecto Alberto Wills Ferro, quien había sido el artífice de varias obras de renombre de la época como la sede de la Biblioteca Nacional o la actual sede de la Facultad de Ciencias Sociales de la Universidad Nacional, mientras que la construcción fue llevada a cabo por la firma Trujillo Gómez & Martínez Cárdenas Ltda.